# Frédérique Émilie Auguste O'Connell
Frédérique Émilie Auguste O'Connell née Miethe à Potsdam le 28 mars 1822 et morte à Neuilly-sur-Marne le 23 octobre 1885, est une peintre et aquafortiste prussienne.
En vogue dans la société parisienne du Second Empire, elle voit son œuvre gravé, rare en nombre de pièces, salué par la critique de l'époque. Elle meurt pourtant oubliée. 

## Biographie

### Formation et débuts
Ayant reçu une éducation très complète et avancée, Frédérique Miethe manifeste dès son plus jeune âge un intérêt pour le dessin, la prédisposant à une carrière artistique. À l'âge de 18 ans, elle va à Berlin étudier sous la direction de Carl Joseph Begas. Elle poursuit sa formation à Bruxelles, notamment auprès de Louis Gallait. Toujours à Bruxelles, elle se marie, en 1844, avec Adolphe O'Connell, un militaire, qui l'encourage dans sa vocation artistique. Ses œuvres reçoivent en Belgique un accueil de plus en plus favorable et moult récompenses.
Installée à Paris à partir de 1853, elle ouvre un atelier au pied de Montmartre, rue de Vintimille:349, s'investissant dans la vie artistique et mondaine parisienne. Le salon de Frédérique Émilie O'Connell est fréquenté, comme ceux d'autres femmes de son époque, épouses ou artistes, autant par les écrivains que les peintres, sculpteurs ou dessinateurs. On y voit Alexandre Dumas fils ou Théophile Gautier dont elle fait le portrait en 1857. Son cours de dessin que la Gazette des beaux-arts vante dans son édition du 15 novembre 1859, est très couru notamment par les jeunes filles de bonne famille.

### Succès des portraits et originalité des eaux-fortes

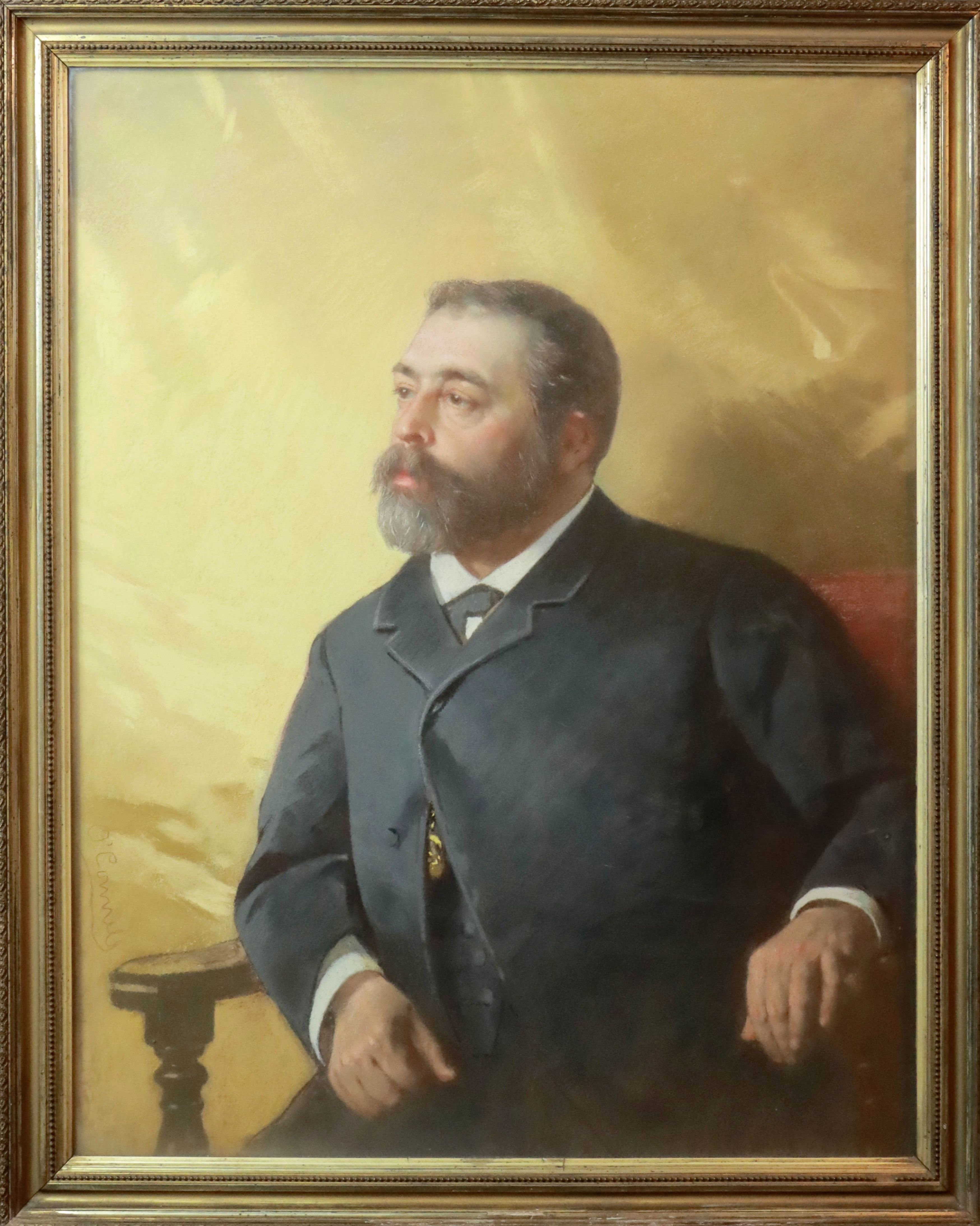
Portrait d'un homme à mi-corps (pastel)

Elle expose au Salon de Paris de 1846 à 1868 et connaît un vif succès comme portraitiste. Une certaine forme d'audace se remarque dans le choix de ses sujets, notamment dans le portrait de la comédienne Rachel, qu'elle a peinte en Phèdre, en 1853 remportant tous les éloges, et qu'après sa mort en 1858, elle imagine sur son lit de mort, s'attirant les foudres de ses héritiers et une condamnation judiciaire pour atteinte à la vie privée. Frédérique Émilie O'Connell montre pourtant son originalité artistique moins dans ses portraits et peintures d'histoire qu'en raison de son talent d'aquafortiste.

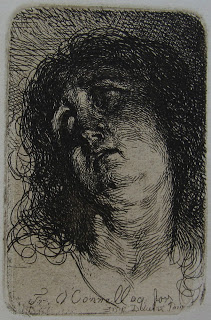
Tête de sainte Madeleine, Eau-forte gravée par
Frédérique O'Connell,
publiée dans la Gazette des beaux-arts en 1860.

Même si elle réalise seulement dix gravures en tout, elles forment une œuvre remarquable. Elle a fait ses premières eaux-fortes à Bruxelles en 1849, et la dernière, un autoportrait, a été publiée par L'Artiste, en 1879, bien que probablement exécuté auparavant. Une des gravures de Frédérique O'Connell qui montre le mieux son art est la Tête de sainte Madeleine publiée par la Gazette des beaux-arts en 1860. Le critique d'art Philippe Burty qui y tient la chronique, écrit de ce travail, qui est aussi connu simplement comme Tête de femme, qu'il « est la plus belle pièce qu'ait gravée madame O'Connell. La crânerie de l'effet, la sûreté de la pointe font de ce croquis magistral une eau-forte digne des plus illustres Flamands:354. »

### Oubli et folie

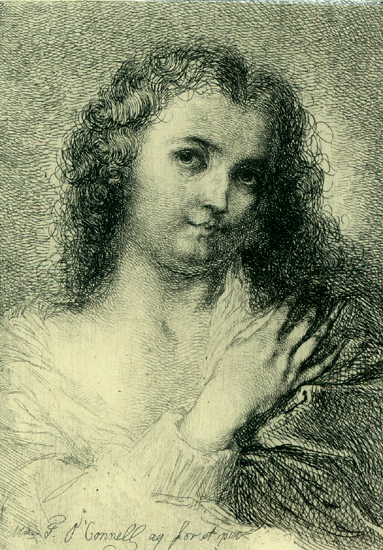
Autoportrait, eau-forte gravée par Frédérique O'Connell, publiée par L'Artiste en 1879.

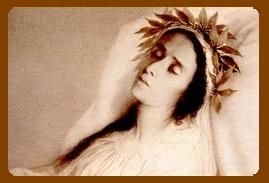
La comédienne Rachel imaginée sur son lit de mort, peinture de Frédérique O'Connell (1858).

Au début des années 1860, le succès s'estompe après la condamnation de sa toile imaginant Rachel gisante. Le Salon refuse sa composition Cléopâtre nue se donnant la mort. Il ne lui reste désormais comme activité que le portrait de salon de riches épouses comme par exemple, la baronne de Talleyrand-Périgord.
L'effondrement du Second Empire en 1870 marque la fin de sa carrière artistique, les commandes de particuliers s'étiolant. Abandonnée par son mari et ses amis de la société parisienne, Frédérique O'Connell voit sa santé mentale se détériorer et passe les dernières années de sa vie à l’hôpital psychiatrique de Neuilly, où elle mourra, oubliée et seule.

## L'Œuvre gravé
Philippe Burty en dresse le catalogue complet — à l'exception de L'Autoportrait — dans la Gazette des beaux-arts Tome V. p. 353–355 (en note, sont reproduites les descriptions qu'il donne de chacune des eaux-fortes) :
- I. Sainte Madeleine au désert. 
Premier état, avant toute lettre. — Deuxième état, avec les noms de l'auteur. 
Hauteur, 250 millim. ; largeur, 160 millim.; de forme carrée[f].
- II. Tête de sainte Madeleine. 
Premier état, avec les noms de l'artiste, Fr. O'Connell, aq. for. — Deuxième état, avec l'adresse de Delâtre, imprimeur. 
Hauteur, 80 millim. ; largeur, 30 millim[g].
- III. Charité entourée d'enfants. 
Premier état, avec ces mots : F. O'Connell, aq. for. et pin. 1850. — Deuxième état, avec l'adresse de Delâtre, imprimeur. 
Hauteur, 320 millim. ; largeur, 380 millim. ; de forme carrée. Cette planche est aujourd'hui tout à fait oxydée, et il n'en a été tiré que peu d'épreuves[h].
- IV. Le Chevalier. 
Premier état, avant toute lettre. — Deuxième état, avec les noms dans la marge du bas : Madame Fr. O'Connell, aq. for. et pinx. — Troisième état, avec l'adresse de Delâtre, imprimeur, et quelques travaux ajoutés dans le front. 
Hauteur, 360 millim.; largeur, 260 millim[i].
- V. Buste de jeune fille. 
Premier état, avec les noms, Madame F. O'Connell aq. for. et pin. 1849. — Deuxième état, la date 1849 est effacée. 
Hauteur, 125 millim.; largeur, 90 millim[j].
- VI. Buste de jeune fille[k].
- VII. Buste d'Italienne. 
Signée dans le champ de l'estampe, Madame F. O'Connell aq. for. et pin. 1849. 
Nous ne connaissons qu'une épreuve de cette planche qui avait été gravée, à Bruxelles, à l'occasion d'une fête artistique, et dont le cuivre n'est plus en France. Hauteur, 190 millim. ; largeur, 430 millim., avec les témoins du cuivre[l].
- VIII. Portrait de Hoené Wronskï. 
Premier état, avant toute lettre ; deuxième état, avec ces mots dans la marge, À Hoené Wronsky, Madame Frédérique O'Connell aq. for., et quelques travaux ajoutés dans la joue droite. 
Hauteur, 220 millim.; largeur, 160 millim[m].
- IX. Portrait de Bourré, sculpteur belge[n].